# Wuhan Open 2024 - Qualificazioni singolare
Le qualificazioni del singolare femminile del Wuhan Open 2024 sono state un torneo di tennis preliminare per accedere alla fase finale della manifestazione disputate il 5 e 6 ottobre 2024. Le vincitrici dell'ultimo turno sono entrate di diritto nel tabellone principale. In caso di ritiro di una o più giocatrici aventi diritto a queste sono subentrati le lucky loser, ossia le giocatrici che hanno perso nell'ultimo turno ma che avevano una classifica più alta rispetto alle altre partecipanti che avevano comunque perso nel turno finale.

## Teste di serie
1. Clara Burel (ultimo turno, lucky loser)
2. Wang Yafan (primo turno)
3. Camila Osorio (qualificata)
4. Moyuka Uchijima (qualificata)
5. McCartney Kessler (ritirata)
6. Ėrika Andreeva (ultimo turno, lucky loser)
7. Laura Siegemund (primo turno)
8. Kamilla Rachimova (ultimo turno, lucky loser)

1. Harriet Dart (primo turno, ritirata)
2. Lucia Bronzetti (ultimo turno, lucky loser)
3. Anna Blinkova (ritirata, ancora in gara ad Hong Kong)
4. Cristina Bucșa (qualificata)
5. Olivia Gadecki (ultimo turno)
6. Lesja Curenko (qualificata)
7. Anna Bondár (qualificata)
8. Bernarda Pera (qualificata)

## Qualificate
1. Cristina Bucșa
2. Hailey Baptiste
3. Camila Osorio
4. Moyuka Uchijima

1. Mai Hontama
2. Lesja Curenko
3. Anna Bondár
4. Bernarda Pera

### Lucky loser
1. Clara Burel
2. Ėrika Andreeva

1. Kamilla Rachimova
2. Lucia Bronzetti

## Tabellone

### Legenda
| - Q = Qualificato - WC = Wild card - LL = Lucky loser | - ALT = Alternate - SE = Special Exempt - PR = Protected Ranking | - w/o = Walkover - r = Ritirato - d = Squalificato |

### Sezione 1
|  | Primo turno | Primo turno    | Primo turno    | Primo turno | Primo turno |  |  | Ultimo turno | Ultimo turno   | Ultimo turno   | Ultimo turno | Ultimo turno |  |
|  |             |                |                |             |             |  |  |              |                |                |              |              |  |
|  | 1           | Clara Burel    | 7              | 4           | 7           |  |  |              |                |                |              |              |  |
|  |             | Alycia Parks   | 5              | 6           | 6           |  |  | 1            | Clara Burel    | Clara Burel    | 2            | 0            |  |
|  | WC          | Shi Han        | Shi Han        | 4           | 4           |  |  | 12           | Cristina Bucșa | Cristina Bucșa | 6            | 6            |  |
|  | 12          | Cristina Bucșa | Cristina Bucșa | 6           | 6           |  |  |              |                |                |              |              |  |

### Sezione 2
|  | Primo turno | Primo turno       | Primo turno       | Primo turno | Primo turno |  |  | Ultimo turno | Ultimo turno    | Ultimo turno | Ultimo turno | Ultimo turno |  |
|  |             |                   |                   |             |             |  |  |              |                 |              |              |              |  |
|  | 2           | Wang Yafan        | Wang Yafan        | 3           | 4           |  |  |              |                 |              |              |              |  |
|  |             | Hailey Baptiste   | Hailey Baptiste   | 6           | 6           |  |  |              | Hailey Baptiste | 7            | 3            | 6            |  |
|  |             | Suzan Lamens      | Suzan Lamens      | 6           | 6           |  |  |              | Suzan Lamens    | 6            | 6            | 4            |  |
|  | Alt         | Varvara Lepchenko | Varvara Lepchenko | 2           | 2           |  |  |              |                 |              |              |              |  |

### Sezione 3
|  | Primo turno | Primo turno      | Primo turno      | Primo turno | Primo turno |  |  | Ultimo turno | Ultimo turno    | Ultimo turno    | Ultimo turno | Ultimo turno |  |
|  |             |                  |                  |             |             |  |  |              |                 |                 |              |              |  |
|  | 3           | Camila Osorio    | Camila Osorio    | 6           | 6           |  |  |              |                 |                 |              |              |  |
|  |             | Martina Trevisan | Martina Trevisan | 4           | 2           |  |  | 3            | Camila Osorio   | Camila Osorio   | 6            | 6            |  |
|  | WC          | Ma Yexin         | 6                | 1           | 4           |  |  | 10           | Lucia Bronzetti | Lucia Bronzetti | 3            | 4            |  |
|  | 10          | Lucia Bronzetti  | 1                | 6           | 6           |  |  |              |                 |                 |              |              |  |

### Sezione 4
|  | Primo turno | Primo turno     | Primo turno     | Primo turno | Primo turno |  |  | Ultimo turno | Ultimo turno    | Ultimo turno    | Ultimo turno | Ultimo turno |  |
|  |             |                 |                 |             |             |  |  |              |                 |                 |              |              |  |
|  | 4           | Moyuka Uchijima | Moyuka Uchijima | 7           | 7           |  |  |              |                 |                 |              |              |  |
|  | WC          | Gao Xinyu       | Gao Xinyu       | 5           | 63          |  |  | 4            | Moyuka Uchijima | Moyuka Uchijima | 7            | 6            |  |
|  | WC          | Wei Sijia       | 7               | 3           | 4           |  |  | 13           | Olivia Gadecki  | Olivia Gadecki  | 5            | 4            |  |
|  | 13          | Olivia Gadecki  | 5               | 6           | 6           |  |  |              |                 |                 |              |              |  |

### Sezione 5
|  | Primo turno | Primo turno  | Primo turno  | Primo turno | Primo turno |  |  | Ultimo turno | Ultimo turno | Ultimo turno | Ultimo turno | Ultimo turno |  |
|  |             |              |              |             |             |  |  |              |              |              |              |              |  |
|  | Alt         | You Xiaodi   | 6            | 3           | 0           |  |  |              |              |              |              |              |  |
|  |             | Mai Hontama  | 3            | 6           | 6           |  |  |              | Mai Hontama  | Mai Hontama  | 6            | 7            |  |
|  |             | Ana Bogdan   | Ana Bogdan   | 6           |             |  |  |              | Ana Bogdan   | Ana Bogdan   | 3            | 63           |  |
|  | 9           | Harriet Dart | Harriet Dart | 0           | r           |  |  |              |              |              |              |              |  |

### Sezione 6
|  | Primo turno | Primo turno       | Primo turno       | Primo turno | Primo turno |  |  | Ultimo turno | Ultimo turno   | Ultimo turno   | Ultimo turno | Ultimo turno |  |
|  |             |                   |                   |             |             |  |  |              |                |                |              |              |  |
|  | 6           | Ėrika Andreeva    | 6                 | 4           | 7           |  |  |              |                |                |              |              |  |
|  |             | Tamara Korpatsch  | 2                 | 6           | 5           |  |  | 6            | Ėrika Andreeva | Ėrika Andreeva | 63           | 5            |  |
|  |             | Linda Fruhvirtová | Linda Fruhvirtová | 4           | 1           |  |  | 14           | Lesja Curenko  | Lesja Curenko  | 7            | 7            |  |
|  | 14          | Lesja Curenko     | Lesja Curenko     | 6           | 6           |  |  |              |                |                |              |              |  |

### Sezione 7
|  | Primo turno | Primo turno         | Primo turno | Primo turno | Primo turno |  |  | Ultimo turno | Ultimo turno        | Ultimo turno        | Ultimo turno | Ultimo turno |  |
|  |             |                     |             |             |             |  |  |              |                     |                     |              |              |  |
|  | 7           | Laura Siegemund     | 6           | 3           | 3           |  |  |              |                     |                     |              |              |  |
|  |             | Julija Starodubceva | 4           | 6           | 6           |  |  |              | Julija Starodubceva | Julija Starodubceva | 64           | 4            |  |
|  |             | Arina Rodionova     | 1           | 1           | r           |  |  | 15           | Anna Bondár         | Anna Bondár         | 7            | 6            |  |
|  | 15          | Anna Bondár         | 6           | 3           |             |  |  |              |                     |                     |              |              |  |

### Sezione 8
|  | Primo turno | Primo turno       | Primo turno | Primo turno | Primo turno |  |  | Ultimo turno | Ultimo turno      | Ultimo turno | Ultimo turno | Ultimo turno |  |
|  |             |                   |             |             |             |  |  |              |                   |              |              |              |  |
|  | 8           | Kamilla Rachimova | 6           | 4           | 7           |  |  |              |                   |              |              |              |  |
|  |             | Marina Stakusic   | 2           | 6           | 5           |  |  | 8            | Kamilla Rachimova | 2            | 7            | 2            |  |
|  |             | Greet Minnen      | 2           | 6           | 2           |  |  | 16           | Bernarda Pera     | 6            | 5            | 6            |  |
|  | 16          | Bernarda Pera     | 6           | 1           | 6           |  |  |              |                   |              |              |              |  |